# Сын Конга
«Сын Ко́нга» (англ. The Son Of Kong) — американский художественный фильм 1933 года. Продолжение фильма «Кинг-Конг» 1933 года.

## Сюжет
История начинается спустя приблизительно месяц после драматического финала предыдущего фильма и повествует о дальнейших приключениях режиссёра Карла Денхема, который вовлечён в многочисленные судебные процессы после разрушений, вызванных Конгом. Денхем с капитаном Энглхорном, который уверен, что это только вопрос времени прежде чем они разбогатеют, оставляют Нью-Йорк. Они занимаются не очень успешным бизнесом — перевозят груз на восток. В голландском порту Даканг они сталкиваются с прежним шкипером Хельстромом, который ранее продал Денхему карту Острова Черепа. Хельстром говорит им, что на острове есть сокровище. Ослеплённые мыслью о богатстве, они верят ему. Фактически, он им лжёт, для того чтобы они взяли его с собой, потому что он только что убил человека и ему нужно скрыться. Денхем заходит в цирк, в него влюбляется актриса Хильда. Она проникает на корабль. Её находят. Денхем разрешает ей продолжить плавание с ними. Хельстром подговаривает матросов на вооружённый бунт. Денхема, Хильду, капитана и кока (китайца Чарли) принуждают покинуть корабль на лодке. Хельстром пытается провозгласить себя новым капитаном корабля, но бунтовщики выбрасывают и его за борт. Впятером они высаживаются на острове Конга. Там они встречают сына Конга — Кико (имя использовалось в производстве, но никогда не произносилось в фильме). Сын Конга значительно меньше, чем его известный отец, но всё же по размеру вдвое превосходит человека. Денхем и Хильда спасают сына Конга от гибели в зыбучих песках. В благодарность Кико защищает их от атаки гигантского пещерного медведя и плотоядной рептилии. Денхем и Хильа перебинтовывают раненый палец сына Конга. Далее Денхем отыскивает тайник и находит в нём сокровище с алмазом размером с кокосовый орех. Хельстром сбегает, чтобы украсть лодку. Денхем отправляет остальных вслед за Хельстромом, а сам намеревается собрать все сокровища. Хельстрома, уже готового отплыть, съедает динозавр. Неожиданно начинается сильное землетрясение, весь ландшафт острова начинает разрушаться и погружаться в океанскую пучину. Хильда, Энглхорн и Чарли прыгают в лодку и отплывают от берега, чтобы не оказаться засыпанными камнепадом. Сын Конга карабкается к вершине горы и помогает Денхему взобраться на неё, но вода поднимается дальше, подбираясь к их ногам и выше. Тогда сын Конга берёт Денхема в ладонь, понимает руку вверх над водой, спасая тем самым Денхема, но при этом погибает сам. Хильда, капитан и кок в лодке едва успевают подплыть и взять на борт Денхема. С алмазным сокровищем на руках они дрейфуют по морю, но вскоре обнаруживают корабль и спасаются.

## В ролях
- Роберт Армстронг — Карл Денхем
- Хелен Мак — Хильда